# Ice-Capades
Pour plus de détails, voir Fiche technique et Distribution.
Ice-Capades est un film américain réalisé par Joseph Santley, sorti en 1941.

## Fiche technique
- Titre : Ice-Capades
- Réalisation : Joseph Santley
- Scénario : Isabel Dawn, Boyce DeGaw, Jack Townley, Robert Harari, Olive Cooper, Melville Shavelson et Milt Josefsberg
- Photographie : Jack A. Marta
- Société de production : Republic Pictures
- Pays de production :  États-Unis
- Format : Noir et blanc - 1,37:1 - Mono
- Genre :  Comédie, Film musical
- Durée : 88 minutes
- Dates de sortie : 
  - États-Unis : 20 août 1941
  - Royaume-Uni : 1er décembre 1941
  - Mexique : 1er janvier 1942

## Distribution
- James Ellison : Bob Clemens
- Jerry Colonna : Colonna
- Dorothy Lewis : Marie Bergin
- Barbara Jo Allen : Vera Vague
- Alan Mowbray : Pete Ellis
- Phil Silvers : Larry Herman
- Vera Ralston : Ice-Capades Skater